# Comuna Vășcăuți, Secureni
Vășcăuți (în ucraineană Вашківці, transliterat: Vașkivți) este o comună în raionul Secureni, regiunea Cernăuți, Ucraina, formată din satele Slobozia Nouă și Vășcăuți (reședința).

## Demografie
Componența lingvistică a comunei Vășcăuți
     Ucraineană (96,97%)
     Română (1,83%)
     Rusă (1,12%)
     Alte limbi (0,08%)
Conform recensământului din 2001, majoritatea populației comunei Vășcăuți era vorbitoare de ucraineană (96,97%), existând în minoritate și vorbitori de română (1,83%) și rusă (1,12%).